# Карвальо, Карлос Алберто
Карлос Алберто Карвальо да Силва Жуниор (порт. Carlos Alberto Carvalho da Silva Júnior более известный, как Карлос порт. Carlos; 15 августа 1995, Санта-Лус, Бразилия) — бразильский футболист, нападающий «Атлетико Минейроа», на правах аренды выступающий за «Риу Аве».

## Биография
Карлос — воспитанник клуба «Атлетико Минейро». 10 августа 2013 года в матче против «Наутико» он дебютировал в бразильской Серии А. 19 сентября 2014 года в поединке против «Гойяса» Карлос забил свой первый гол за команду. В том же году он стал обладателем Кубка Бразилии и Рекопа Южной Америки. В 2015 году Карлос помог «Атлетико Минейро» выиграть Лигу Минейро. 10 апреля в матче Кубка Либертадорес против колумбийского «Санта-Фе» он забил гол.
В начале 2017 года Карлос на правах аренды перешёл в «Интернасьонал». 12 февраля в матче против Лиги Гаушу против «Кашиаса» он дебютировал за новую команду. 10 июня в поединке чемпионата против «Наутико Ресифи» Карвальо забил свой первый гол за «Интер». После окончания аренды он вернулся в «Атлетико Минейро».

## Достижения
«Атлетико Минейро»
- Чемпион штата Минас-Жерайс (2): 2015, 2016
- Обладатель Кубка Бразилии (1): 2014
- Вице-чемпион Бразилии (1): 2015
- Обладатель Рекопы (1): 2014